# مسجد حاج باقر
مسجد حاج باقر (معروف به مسجد بُلبل در بین عوام) مربوط به دوره قاجار است و در شیراز، محله سردزک، به فاصله کمی تا شاهچراغ واقع شده و این اثر در تاریخ ۹ فروردین ۱۳۷۸ با شمارهٔ ثبت ۲۳۰۲ به‌عنوان یکی از آثار ملی ایران به ثبت رسیده است.